# Distaplia knoxi
Distaplia knoxi is een zakpijpensoort uit de familie van de Holozoidae. De wetenschappelijke naam van de soort is voor het eerst geldig gepubliceerd in 1954 door Brewin.